# La Jemaye-Ponteyraud
La Jemaye-Ponteyraud is een gemeente in het Franse departement Dordogne (regio Nouvelle-Aquitaine). De plaats maakt deel uit van het arrondissement Périgueux. La Jemaye-Ponteyraud is op 1 januari 2017 ontstaan door de fusie van de gemeenten La Jemaye en Ponteyraud. De gemeente telde 148 inwoners op 1 januari 2022.

## Geografie
De oppervlakte van La Jemaye-Ponteyraud bedraagt 23,76 km², de bevolkingsdichtheid is 34 inwoners per km² (per 1 januari 2019).
De onderstaande kaart toont de ligging van La Jemaye-Ponteyraud met de belangrijkste infrastructuur en aangrenzende gemeenten.

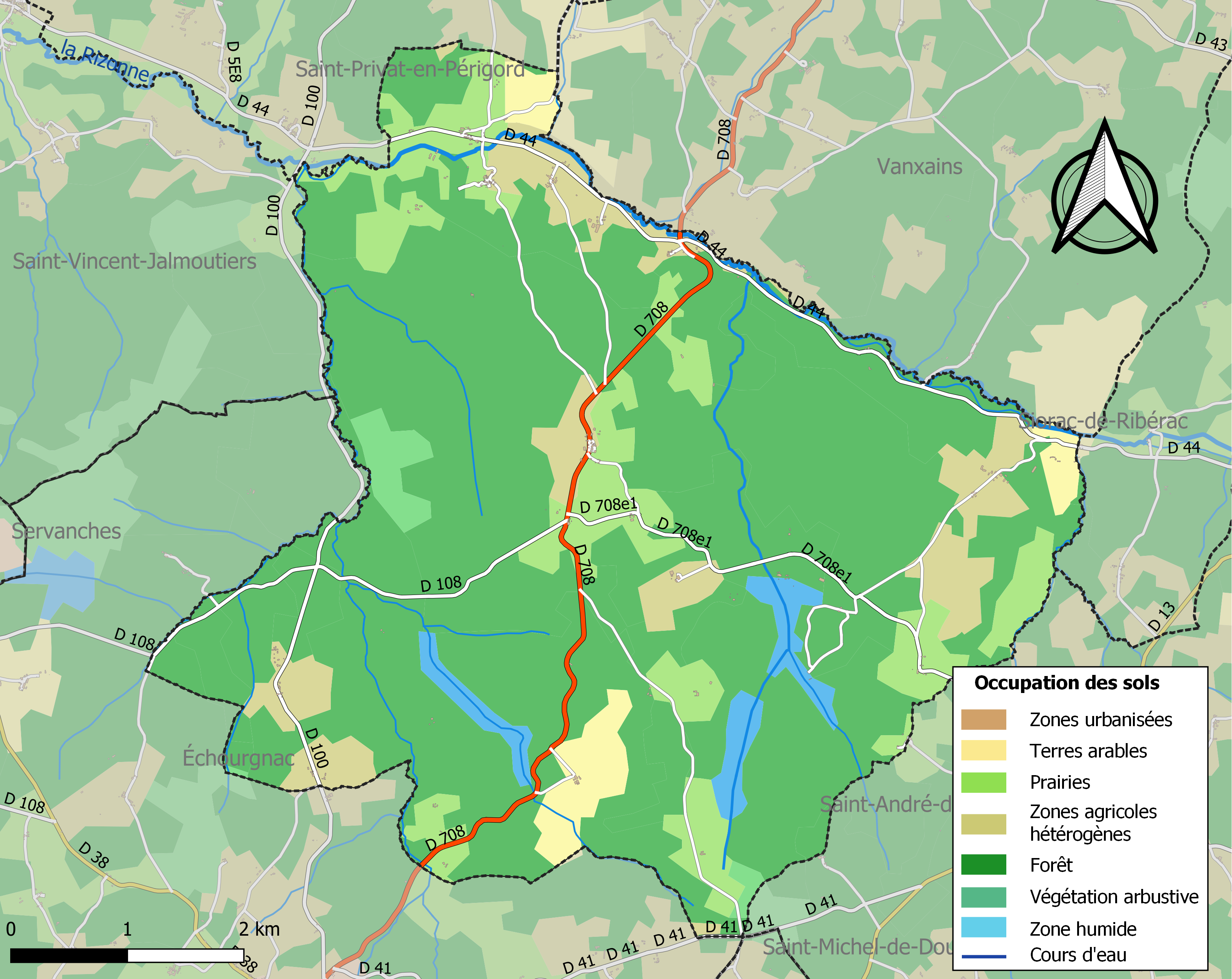